# 3D나우!

3D나우!(3DNow!)는 AMD사가 자사의 프로세서를 위해 만든 멀티미디어 확장 명령어 집합이며, 1998년에 K6-2부터 도입되었다. SIMD 명령어를 전통 x86 명령어 집합에 추가한 것이며, CPU의 기능을 개선하여 그래픽 집약 응용 프로그램에 대한 벡터 계산의 요구 사항을 충족하고 있다.

## 역사
3D나우!는 MMX 명령어 집합을 강화하기 위해 개발되었다. 이 개념은 정수 처리에서 부동소수점 계산에까지 아우르게 되었다.
부동소수점 분야에서 3D 계산을 제공하는 것이 전략적으로, 시장성에서도 AMD에겐 필수적이었다. 이때 K6 프로세서는 인텔 펜티엄 II에 비해 부동소수점 산술이 잘 정비되지 않았다.
3D나우! 명령어 집합은 3D 게임이 부동소수점을 사용함에 따라 3차원 그래픽스가 인기 폭발이었던 1990년대 동안 개발되었다.
1990년대 초와는 달리, 3차원 게임과 고급 멀티미디어 응용 프로그램은 빠르게 영역을 넓혀 나갔고 수많은 응용 프로그램이 정수 계산을 기반으로 하고 있었기에 AMD에서 개발한 K6 모델은 제한된 부동소수점 성능을 쉽게 끌어낼 수 있었다.

## 3D나우!를 지원하는 프로세서
- K6-2에서 K10까지의 모든 AMD 프로세서
- 내셔널 세미컨덕터 Geode (나중에는 AMD Geode)
- 비아 C3 (사이릭스 III)의 "Samuel", "Ezra", "Eden" 코어
- IDT 윈칩 2